# Matt Weinberg
Pour les articles homonymes, voir Weinberg.
 (décembre 2017).
Si vous disposez d'ouvrages ou d'articles de référence ou si vous connaissez des sites web de qualité traitant du thème abordé ici, merci de compléter l'article en donnant les références utiles à sa vérifiabilité et en les liant à la section « Notes et références ».
Matthew Phillip Weinberg dit Matt Weinberg est un acteur américain, né le 13 juillet 1990 à Los Angeles (Californie).

## Filmographie

### Cinéma
- 2000 : X-Men : Tommy
- 2002 : Bad Boy (en) (Dawg) : Doug 'Dawg' Munford - Age 7 (en tant que Matthew Weinberg)
- 2002 : Les Apprentis Sorciers : Lenny - Knight Marek (English version, voice)
- 2002 : Spooky House (en) : Max
- 2002 : Une nana au poil : Booger
- 2003 : Haunted Lighthouse (en) (court métrage) : Mike
- 2006 : La Revanche des losers : Kyle

### Télévision

#### Séries télévisées
- 1998 : Ellen : Jack
- 1999 : Chicken Soup for the Soul
- 1999 : Eli's Theory : Eli
- 1999 : Friends : Raymond
- 2001 : FreakyLinks : Sam Lowe
- 2001 : Les Anges du bonheur : Mickey Dempsey
- 2002 : Urgences : Douglas Leeman
- 2003 : The O'Keefes (en) : Mark O'Keefe

#### Téléfilms
- 2000 : Cabale médiatique (en)  (An American Daughter) : Nicholas
- 2000 : Une dernière danse : Alex Cope